# Susi Hyldgaard
Susi Hyldgaard (født 17. juni 1963 i New York City - død 21. januar 2023) var en dansk jazzsangerinde, -pianist og -komponist.
Kort tid efter Hyldgaards fødsel flyttede familien til Danmark, hvor hun gik i folkeskole i Gammel Holte og efterfølgende gik på musiklinjen på Holte Gymnasium, hvorfra hun dimitterede i 1984.
Hyldgaard er datter af en jazzentusiast og en kontrabassist, og startede i en alder af fem år til klaverundervisning. Senere læste hun musik på Københavns Universitet og arbejdede efterfølgende som journalist for DR.
I 1996 udgav hun sit første album My Female Family. For det efterfølgende album Something Special Just For You fik hun i 2000 en Dansk Grammy.
Ud over sin optræden tager Hyldgaard på turneer i Europa og Canada og har arbejdet sammen med bl.a. Niels-Henning Ørsted Pedersen, Nils Landgren og Dalia Faitelson. Sammen med Per Jørgensen og Robert Wyatt har hun medvirket i Michael Mantlers udgave af Paul Austers stykke Hide and Seek i København og Berlin.

## Diskografi
- My Female Family (1996)
- Something Special Just For You (1999) med Jannik Jensen
- Home Sweet Home (2002)
- Blush (2005) med Steve Argüelles, Suzanne Carstensen, Dickon Hinchliffe og Jannik Jensen
- Magic Words (2007) med Aldo Romano, Jannik Jensen, Carsten Sønderskov, Niels Ehrhardt, Erling Kroner og Kasper Winding7
- It's Love We Need (2009) med NDR Bigband
- Dansk (2011)